# Championnat d'Allemagne de football 1940-1941
Navigation
Meisterschaft
(Gauligen)
1939-1940 Meisterschaft
(Gauligen)
1941-1942
La saison 1940-1941 du Championnat d'Allemagne de football était la 34e édition de la première division allemande.
Vingt clubs participent à la compétition nationale, il s'agit des 20 vainqueurs des Gauligen, les championnats régionaux mis en place par le régime nazi. Depuis 1939, les clubs autrichiens prennent part au championnat allemand. Le championnat autrichien est transformé en championnat "régional" qui qualifie 2 clubs pour le championnat national. À partir de cette saison, à cause de l'annexion de l'Alsace par l'Allemagne, les clubs alsaciens participent également au championnat allemand par le biais de la Gauliga Elsaß, un championnat régional qualificatif pour la phase finale nationale.
Les 20 équipes disputent un premier tour où elles sont réparties en 4 poules. Les poules 1 et 2 sont scindées en 2 groupes de 3 équipes. Chacune des équipes rencontre ses adversaires 2 fois, à domicile et à l'extérieur. L'équipe classée première du groupe à la fin de la première phase est qualifiée pour le tableau final, qui se joue en demi-finale et finale sur match simple.
Événement historique puisque c'est un club autrichien qui gagne le titre national : le Rapid Vienne bat en finale le champion en titre, Schalke 04 sur le score de 4-3, après avoir été mené 3-0 à la 57e minute ! Schalke 04 perd également la finale de la Coupe d'Allemagne face au tenant du trophée, Dresdner SC.

## Les 20 clubs participants
| - Ostpreußen : VfB Königsberg - Poméranie : LSV Stettin - Brandebourg : Tennis Borussia Berlin - Schliesen : VfR Gleiwitz - Sachsen : Dresdner SC - Centre : SV Iena - Nordmark : Hambourg SV - Niedersachsen : Hannover 96 - Westphalie : Schalke 04 - Niederrhein : TuS Helene Altenessen | - Mittelrhein : VfL Cologne - Hesse : Borussia Fulda - Sud-Ouest : Kickers Offenbach - Bade : VfL Neckarau - Elsaß : FC Mülhausen 1893 - Wurttemberg : Stuttgarter Kickers - Bavière : TSV Munich 1860 - Ostmark : Rapid Vienne - Sudetenland : NSTG Prague - Dantzig-Westpreußen : SC Preußen Danzig |

## Compétition

### Premier tour
Les 20 champions de Gauliga sont répartis en 4 poules, seul le premier accède aux demi-finales.

#### Groupe 1

##### Groupe 1A
| Rang | Équipe            | Pts | J | G | N | P | Bp | Bc | Diff |  | Résultats (▼ dom., ► ext.) | Glei | Stet | Dant |
| ---- | ----------------- | --- | - | - | - | - | -- | -- | ---- |  | -------------------------- | ---- | ---- | ---- |
| 1    | Vorwarts Gleiwitz | 5   | 4 | 2 | 1 | 1 | 9  | 5  | +4   |  | Vorwarts Gleiwitz          |      | 3-1  | 0-0  |
| 2    | LSV Stettin       | 4   | 4 | 1 | 2 | 1 | 8  | 9  | -1   |  | LSV Stettin                | 3-2  |      | 3-3  |
| 3    | SC Preußen Danzig | 3   | 4 | 0 | 3 | 1 | 5  | 8  | -3   |  | SC Preußen Danzig          | 1-4  | 1-1  |      |

##### Groupe 1B
| Rang | Équipe                 | Pts | J | G | N | P | Bp | Bc | Diff |  | Résultats (▼ dom., ► ext.) | Dres | Boru | Prag |
| ---- | ---------------------- | --- | - | - | - | - | -- | -- | ---- |  | -------------------------- | ---- | ---- | ---- |
| 1    | Dresdner SC            | 8   | 4 | 4 | 0 | 0 | 11 | 4  | +7   |  | Dresdner SC                |      | 1-0  | 4-2  |
| 2    | Tennis Borussia Berlin | 3   | 4 | 1 | 1 | 2 | 5  | 7  | -2   |  | Tennis Borussia Berlin     | 2-5  |      | 3-1  |
| 3    | NSTG Prague            | 1   | 4 | 0 | 1 | 3 | 3  | 8  | -5   |  | NSTG Prague                | 0-1  | 0-0  |      |

##### Finale du groupe
| Équipe 1    | Résultat | Équipe 2          | Aller | Retour |
| ----------- | -------- | ----------------- | ----- | ------ |
| Dresdner SC | 6 - 0    | Vorwarts Gleiwitz | 3 - 0 | 3 - 0  |

#### Groupe 2

##### Groupe 2A
| Rang | Équipe         | Pts | J | G | N | P | Bp | Bc | Diff |  | Résultats (▼ dom., ► ext.) | Hamb | Iena | Köni |
| ---- | -------------- | --- | - | - | - | - | -- | -- | ---- |  | -------------------------- | ---- | ---- | ---- |
| 1    | Hambourg SV    | 7   | 4 | 3 | 1 | 0 | 9  | 5  | +4   |  | Hambourg SV                |      | 2-1  | 3-1  |
| 2    | SV Iena        | 3   | 4 | 1 | 1 | 2 | 9  | 8  | +1   |  | SV Iena                    | 2-2  |      | 4-0  |
| 3    | VfB Königsberg | 2   | 4 | 1 | 0 | 3 | 6  | 11 | -5   |  | VfB Königsberg             | 1-2  | 4-2  |      |

##### Groupe 2B
| Rang | Équipe         | Pts | J | G | N | P | Bp | Bc | Diff |  | Résultats (▼ dom., ► ext.) | Scha | Hano | Fuld |
| ---- | -------------- | --- | - | - | - | - | -- | -- | ---- |  | -------------------------- | ---- | ---- | ---- |
| 1    | Schalke 04     | 8   | 4 | 4 | 0 | 0 | 16 | 2  | +14  |  | Schalke 04                 |      | 4-0  | 4-0  |
| 2    | Hanovre 96     | 2   | 4 | 1 | 0 | 3 | 10 | 15 | -5   |  | Hanovre 96                 | 1-6  |      | 6-1  |
| 3    | Borussia Fulda | 2   | 4 | 1 | 0 | 3 | 6  | 15 | -9   |  | Borussia Fulda             | 1-2  | 4-3  |      |

##### Finale du groupe
| Équipe 1   | Résultat | Équipe 2    | Aller | Retour |
| ---------- | -------- | ----------- | ----- | ------ |
| Schalke 04 | 3 - 1    | Hambourg SV | 3 - 0 | 0 - 1  |

#### Groupe 3
| Rang | Équipe                | Pts | J | G | N | P | Bp | Bc | Diff |  | Résultats (▼ dom., ► ext.) | Colo | Offe | Alte | Mulh |
| ---- | --------------------- | --- | - | - | - | - | -- | -- | ---- |  | -------------------------- | ---- | ---- | ---- | ---- |
| 1    | VfL Cologne           | 9   | 6 | 4 | 1 | 1 | 19 | 12 | +7   |  | VfL Cologne                |      | 3-1  | 1-6  | 6-1  |
| 2    | Kickers Offenbach     | 8   | 6 | 3 | 2 | 1 | 19 | 9  | +10  |  | Kickers Offenbach          | 2-2  |      | 4-0  | 6-2  |
| 3    | TuS Helene Altenessen | 6   | 6 | 2 | 2 | 2 | 15 | 13 | +2   |  | TuS Helene Altenessen      | 1-3  | 1-1  |      | 5-2  |
| 4    | FC Mülhausen 1893     | 1   | 6 | 0 | 1 | 5 | 9  | 28 | -19  |  | FC Mülhausen 1893          | 1-4  | 1-5  | 2-2  |      |

#### Groupe 4
| Rang | Équipe              | Pts | J | G | N | P | Bp | Bc | Diff |  | Résultats (▼ dom., ► ext.) | Rapi | Muni | Stut | Neck |
| ---- | ------------------- | --- | - | - | - | - | -- | -- | ---- |  | -------------------------- | ---- | ---- | ---- | ---- |
| 1    | Rapid Vienne        | 9   | 6 | 4 | 1 | 1 | 24 | 5  | +19  |  | Rapid Vienne               |      | 1-2  | 1-1  | 7-0  |
| 2    | TSV Munich 1860     | 7   | 6 | 3 | 1 | 2 | 14 | 11 | +3   |  | TSV Munich 1860            | 0-2  |      | 3-3  | 6-2  |
| 3    | Stuttgarter Kickers | 4   | 6 | 1 | 2 | 3 | 11 | 16 | -5   |  | Stuttgarter Kickers        | 1-5  | 1-2  |      | 2-0  |
| 4    | VfL Neckarau        | 4   | 6 | 2 | 0 | 4 | 10 | 27 | -17  |  | VfL Neckarau               | 1-8  | 2-1  | 5-3  |      |

### Demi-finale
- Tous les matchs ont eu lieu le 8 juin 1941.

| Équipe 1     | Résultat | Équipe 2    |
| ------------ | -------- | ----------- |
| Rapid Vienne | 2 - 1    | Dresdner SC |
| Schalke 04   | 4 - 1    | VfL Cologne |

### Match pour la3eplace
| 22 juin 1941 | Dresdner SC | 4 - 1 | VfL Cologne | Stadion am Ostragehege, Dresde |  |
|              |             |       |             |                                |  |

### Finale
| 22 juin 1941 | Rapid Vienne                      | 4 - 3 | Schalke 04                 | Olympiastadion, Berlin |                      |
|              | Schors 60e · Binder 62e, 63e, 70e |       | Hinz 6e, 57e · Eppenhof 7e | Spectateurs : 95 000   | Spectateurs : 95 000 |

## Bilan de la saison
| Tableau d'Honneur                   |              |
| Compétition                         | Vainqueur    |
| Championnat d'Allemagne de football | Rapid Vienne |
| Coupe d'Allemagne de football       | Dresdner SC  |